# Canoa (ort)
Canoa är en ort i Dominikanska republiken.   Den ligger i provinsen Barahona, i den sydvästra delen av landet, 120 km väster om huvudstaden Santo Domingo. Canoa ligger 22 meter över havet och antalet invånare är 2 371.
Terrängen runt Canoa är platt åt sydväst, men åt nordost är den kuperad. Runt Canoa är det ganska tätbefolkat, med 104 invånare per kvadratkilometer. Närmaste större samhälle är Santa Cruz de Barahona, 17,4 km söder om Canoa. Omgivningarna runt Canoa är en mosaik av jordbruksmark och naturlig växtlighet.